# Sztolnia dziedziczna
Sztolnia dziedziczna – w dawnym górnictwie najniżej położona i najważniejsza sztolnia wodna, przeznaczona do odwadniania podziemnych wyrobisk. Ze względu na zasadnicze znaczenie dla funkcjonowania całego zakładu górniczego w gwarectwach tzw. starego prawa do jej utrzymywania byli zobowiązani wszyscy gwarkowie - udziałowcy kopalni w ramach posiadanych udziałów (tzw. kuksów). Obowiązek ten był niezbywalny i przechodził również na spadkobierców udziałów (stąd sztolnia "dziedziczna").
W europejskim górnictwie podziemnym sztolnie "dziedziczne" zaczęły się pojawiać od ok. XIV w., w miarę jak eksploatacja sięgała coraz głębiej pod ziemię. Początkowo budowano je w kopalniach złota i srebra, później również w kopalniach rud miedzi, ołowiu, cynku itp. Najdłuższym tego typu dziełem była swego czasu ukończona w 1876 r. Voznická dedičná štôlňa (16 538 m), odwadniająca kopalnie srebra w Bańskiej Szczawnicy i Hodruszy na Słowacji. W XVIII w. sztolnie dziedziczne pojawiły się w kopalniach węgla kamiennego. Najdłuższa tego typu budowla w europejskim górnictwie węglowym (14 250 m), Główna Kluczowa Sztolnia Dziedziczna, której budowę ukończono w 1869 r., znajduje się na Górnym Śląsku (posiada wylot w Zabrzu).